# Monokel (Band)
Monokel ist eine Berliner Bluesrockgruppe. Sie gehörte neben Engerling, Freygang, Jonathan Blues Band und Kerth zum Motor der Blueserszene, einer DDR-spezifischen Jugendkultur, und ist als 1a Kraftblues-Monokel im Quartett bis heute aktiv. Verantwortlich für diesen „Kraftblues“ sind die harten Gitarrenriffs von Michael Linke.

## Geschichte
1975 lernten sich Sebastian Baur und Peter Schneider im Franz-Club, dem Ost-Berliner Bluesdomizil, kennen. Gemeinsam mit Horst Trümpelmann, Wilfried Borchert und Michael Mirek gründeten sie die Band Monokel, die jedoch im Sommer 1976 wieder auseinanderbrach, bevor es richtig losgegangen war.
Sebastian Baur gab jedoch nicht auf, sammelte neue Musiker um sich und gründete die Band zum zweiten Mal. Bereits im Oktober 1976 erfolgte die Einstufung als Amateurband.
Die Gründungsmitglieder waren Sebastian Baur (Gitarre, Gesang), Wilfried Borchert (Gitarre, Gesang), Frank „Gala“ Gahler (Mundharmonika, Gesang), Mario Janik (Schlagzeug) und Jörg „Speiche“ Schütze (Bass).
Die erste Umbesetzung der Band erfolgte 1979 mit dem Ausscheiden von Sebastian Baur, der später bei Keks, MCB und Knorkator spielte, Wilfried Borchert und Mario Janik. Neu hinzu kamen Bernd „Kuhle“ Kühnert (Gitarre, Gesang) und Rainer Lojewski (Schlagzeug) von Engerling. Ihnen war die Band um Wolfram Bodag zu professionell geworden. Außerdem stieg Michael „Lefty“ Linke als Gitarrist bei der Band ein. Drei Jahre später verließ Gahler die Band, um bei NO 55 einzusteigen. Kurz davor kam Gerd Pöppel von Berluc. Bernd Damitz, ehemals Metropol, ersetzte Rainer Lojewski (Songwriter vom Kulttitel Bye, Bye Lübben City), der sich in die Bundesrepublik Deutschland abgesetzt hatte. Von Passat kam der Sänger Bernd Buchholz.
Im Herbst 1989 war der Fortbestand der Band ungewiss. Der damalige Manager der Band hatte nach dem Fall der Berliner Mauer das Bandkonto leergeräumt und sich ins Ausland abgesetzt. Schütze bemühte sich, die Band zu erhalten. Erst als Frank Gahler in die Band zurückkehrte, war die Krise überwunden.
Noch vor der Veröffentlichung der ersten schon eingespielten CD im Jahr 1996 verließ Jörg Schütze die Band. Er eröffnete in Berlin-Prenzlauer Berg eine Musikkneipe, gründete dann später die Monokel Blues Band, engagierte sich beim Internetradio www.rockradio.de und stritt sich mit der Band vor Gericht um den Bandnamen. Auch Gahler stieg erneut aus der Band aus. Dessen Kneipe lief jedoch nicht sehr erfolgreich, sodass er Deutschland verließ. Zur Freude der zahlreichen Fans stand er jedoch am 16. Juli 2006 zum 30-jährigen Bandjubiläum gemeinsam mit Monokel auf der Bühne der Schlossinsel Köpenick. Wegen des großen Erfolges wurde das Jubiläumskonzert am 30. September 2006 wiederholt.
Seit 1996 saß Dicki Grimm am Schlagzeug; Christoph Frenz ersetzte Schütze am Bass. Auf dem Konzert am 18. Oktober 2008 in Torgau gab Frenz seinen Austritt aus der Band bekannt. Frenz wechselte zu Polkaholix. Für ihn kam „Pitti“ Pflüger, der schon bei Bluestift und Blank spielte.
2015 war Speiches Monokel Blues Band der Opener zur Eröffnung des Ostrockmuseums in Kröpelin, unplugged, in der Besetzung Olli Becker, Bernd Buchholz, Frank Gala, Heinz Glass und Jörg Speiche Schütze.
Sehr viele Jahre gab es zum Leidwesen vieler Supporter parallel zwei Monokel-Bands, Speiches Monokel Blues Band und Monokel Kraftblues um den Gitarristen Michael Linke. Beide Bands agierten mit jeweils wechselnder Besetzung, wobei die musikalischen Leitfiguren Frank Gahler und Sebastian Baur sowohl mit Michael Linke wie auch mit Jörg Schütze auftraten. Frank Gahler trug bei den häufigen Gastspielen bei Speiches Monokel Blues Band (Speiches M; zum Jubiläum Monokel 40/70) traditionell in Verbundenheit für beide Monokel-Bands symbolisch ein Shirt von Kraftblues. Für den Sommer 2020 war in Spremberg ein Konzert aller Monokel-Musiker fest geplant, der Tod von Jörg Schütze machte dies jedoch nicht mehr möglich.
Monokel-Kraftblues tritt weiterhin teils mit Sebastian Baur und Frank Gahler sowie mit Gastmusikern wie Mike Seeber auf, begann 2025 ihre nächste Konzerttournee.

## Diskografie

### LPs
- 1986: MONOKEL – Fünf nette, junge Herren die 1a Kraftblues machen (Amiga)

### CDs
- 1995: Monokel (Buschfunk)
- 1996: M.O.N.O.K.E.L. – Möchten ohne Not oder Kummer ewig leben (Grauzone)
- 2000: Nachlass eines Aussteigers – live (Eigenproduktion)
- 2002: 25 Jahre Monokel – live im Kesselhaus Berlin (Das Ohr)
- 2006: Das Monster vom Schilkinsee – Sampler (1610)
- 2007: Monokel&Gäste – live in Köpenick am 16. Juli 2006 (Buschfunk)
- 2012: Monokel – 35 Jahre Kraftblues (live) (Buschfunk)
- 2017: Monokel – 40 Jahre Monokel – 70 Jahre Speiche (live) (Buschfunk)
- 2017: Monokel – 40 Jahre Monokel Kraftblues (live) (Buschfunk)

### DVDs
- 2006: 30 Jahre Monokel
- 2017: Monokel – 40 Jahre Monokel – 70 Jahre Speiche (live) (Buschfunk)

## Trivia
Die Band wird mit einem musikalischen Auszug des Titels Das Lumpenlied in der ZDF Serien-Produktion Das war dann mal weg in der Staffel 8, Erstausstrahlung 12. Mai 2024, erwähnt. 